# Comuna de Pakosławice
Pakosławice (polaco: Gmina Pakosławice) é uma gminy (comuna) na Polónia, na voivodia de Opole e no condado de Nyski. A sede do condado é a cidade de Pakosławice.
De acordo com os censos de 2004, a comuna tem 3929 habitantes, com uma densidade 53,1 hab/km².

## Área
Estende-se por uma área de 74,03 km², incluindo:
- área agricola: 78%
- área florestal: 12%

## Demografia
Dados de 30 de Junho 2004:
|                      | Total   | Total | Mulheres | Mulheres | Homens  | Homens |
| -------------------- | ------- | ----- | -------- | -------- | ------- | ------ |
|                      | pessoas | %     | pessoas  | %        | pessoas | %      |
| População            | 3929    | 100   | 2028     | 51,6     | 1901    | 48,4   |
| Densidade (pop./km²) | 53,1    | 100   | 27,4     | 27,4     | 25,7    | 25,7   |

De acordo com dados de 2002, o rendimento médio per capita ascendia a 1383,61 zł.

## Subdivisões
- Biechów, Bykowice, Goszowice, Korzękwice, Nowaki, Pakosławice, Reńska Wieś, Rzymiany, Słupice, Smolice, Strobice.

## Comunas vizinhas
- Grodków, Kamiennik, Łambinowice, Nysa, Otmuchów, Skoroszyce